# Сендзишув-Малопольски (станция)
Сендзишув-Малопольски  (пол. Sędziszów Małopolski) — пассажирская и грузовая железнодорожная станция в городе Сендзишув-Малопольски, в Подкарпатском воеводстве Польши. Имеет 2 платформы и 3 пути.
Станция была построена под названием «Сендзишув» (Sędziszów) на линии Галицкой железной дороги имени Карла Людвига в 1858 году, когда эта территория была в составе Королевства Галиции и Лодомерии.
Нынешнее название станция носит с 1923 года.